# Wilibald
Wilibald – imię męskie pochodzenia germańskiego. Pochodzi od słów wille, czyli chęć i bald, czyli moc.
Imię nadawane rzadko. W styczniu 2025 r. w rejestrze PESEL, wśród publicznie dostępnych danych dotyczących osób żyjących, wykazano 105 mężczyzn o imieniu Wilibald nadanym jako imię pierwsze i 35 mężczyzn z imieniem Wilibald jako drugim.
Obchodzi imieniny 7 lipca.

## Mężczyźni o imieniu Wilibald
- Christoph Willibald Gluck, kompozytor,
- Wilibald Winkler – rektor Politechniki Śląskiej, wojewoda śląski.